# Dornod
Dornod (Дорнод аймаг med mongolisk kyrillisk skrift) är en provins (ajmag) i östra Mongoliet. Totalt har provinsen 75 373 invånare (2000) och en areal på 123 600 km². Provinshuvudstad är Tjojbalsan.

## Administrativ indelning
Provinsen är indelad i 14 distrikt (sum): Bajandun, Bajantümen, Bajan-Uul, Bulgan, Tjojbalsan, Tjuluunchoroot, Dasjbalbar, Gurvandzagal, Chalchgol, Cherlen, Chölönbuir, Matad, Sergelen och Tsagaan-Ovoo.